# 抹大拉的馬利亞的聖髑

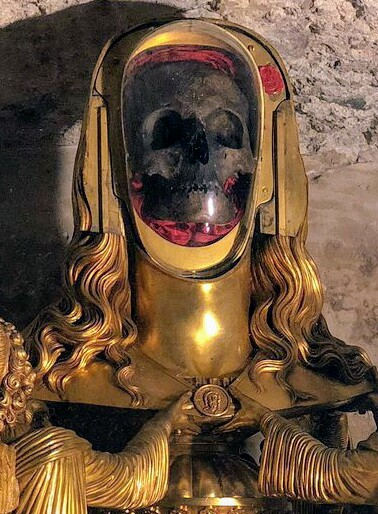
被指為抹大拉的馬利亞的頭骨，現時被供於法国南部的聖馬克西曼拉聖波美大教堂。

抹大拉的馬利亞的聖髑是一組人類遺骸，據稱屬於耶穌基督的女追隨者之一基督教聖徒抹大拉的瑪利亞。當中最著名的聖髑是一個已變黑的頭骨，現時被供在法國南部聖馬克西敏拉聖博美大教堂的金色聖物盒中，它被譽為「整個基督教世界最珍貴的[聖物]之一」和「世界上最著名的一組人類遺骸之一」。 其他據說屬於抹大拉的馬利亞的文物包括位於義大利聖喬萬尼·德菲奧倫蒂尼大教堂的腳骨、位於希臘西蒙佩特拉修道院的左手、紐約大都會藝術博物館展出的一顆牙齒、以及在法國勃艮第大區約訥省南部韋茲萊的本篤會韋茲萊隱修院（聖大教堂）的一根肋骨。
1974年，科學家曾對被指是抹大拉的馬利亞的頭骨進行分析，並在此後將頭骨封存於玻璃柜内。 根據針對該頭骨和在其上所發現的頭髮的照片進行的分析，科學家認為該頭骨屬於一名年約50歲，具地中海血統的女性。不過，由於天主教會禁止任何人褻瀆聖髑，故不可在在聖髑上進行切片等損害性鑑定，因此至2023年止，此頭骨的主人逝世年份至尚未被確定 。